# Rosenthaler Platz (Berlins tunnelbana)
Rosenthaler Platz är en tunnelbanestation i Berlins tunnelbana på linje U8 i stadsdelen Mitte, Berlin. Det är bytespunkt mellan tunnelbana och två spårvagnslinjer. Den byggdes av Alfred Grenander och öppnade 1930. Från 1961 till 1989 stannade ej tågen, då tågen från Västberlin passerade under Östberlin och förbi flera spökstationer. Stationen har en sydlig entré mot Rosenthaler Platz samt en nordlig mot Brunnenstrasse.

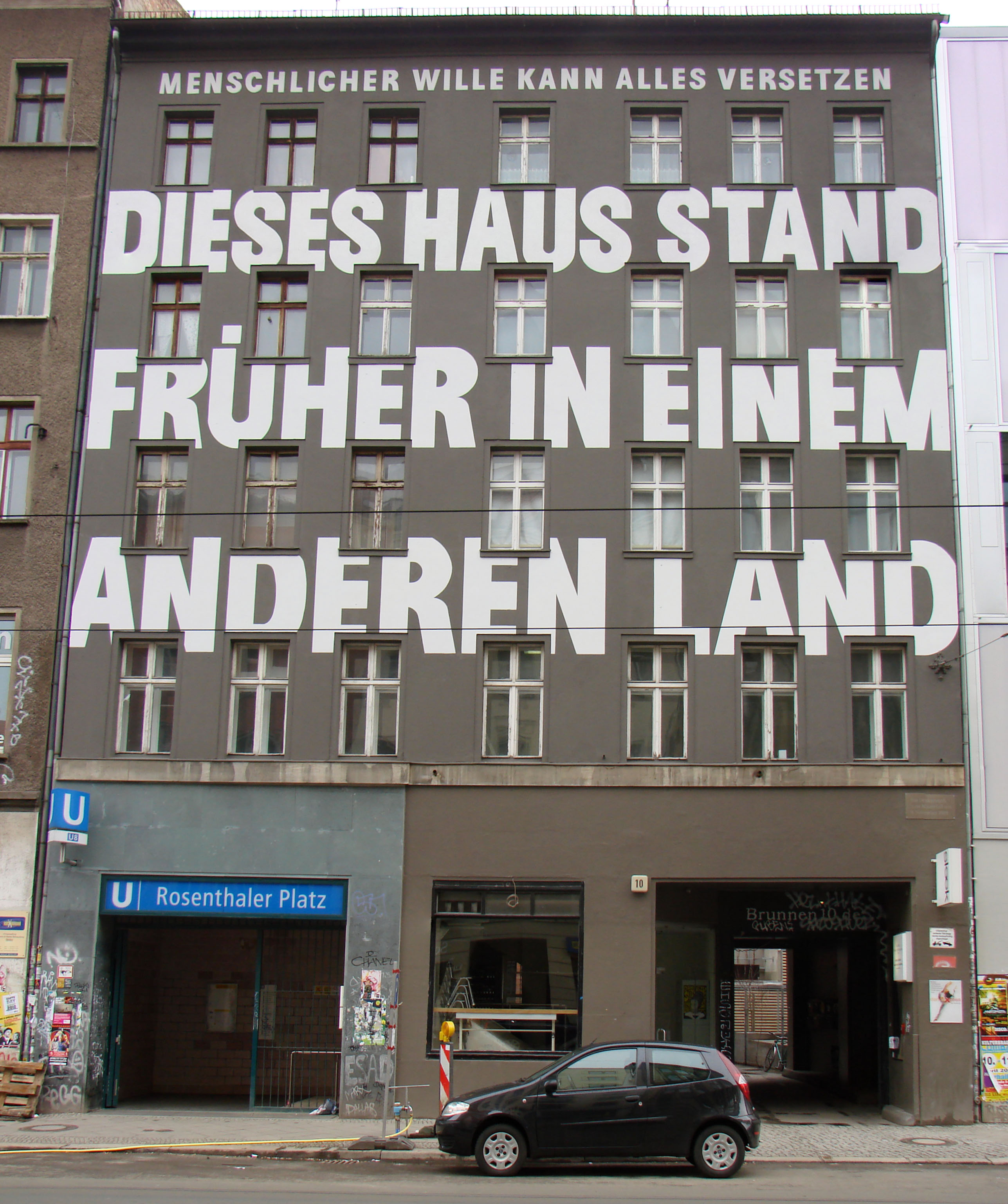
Norra entrén vid Brunnenstrasse
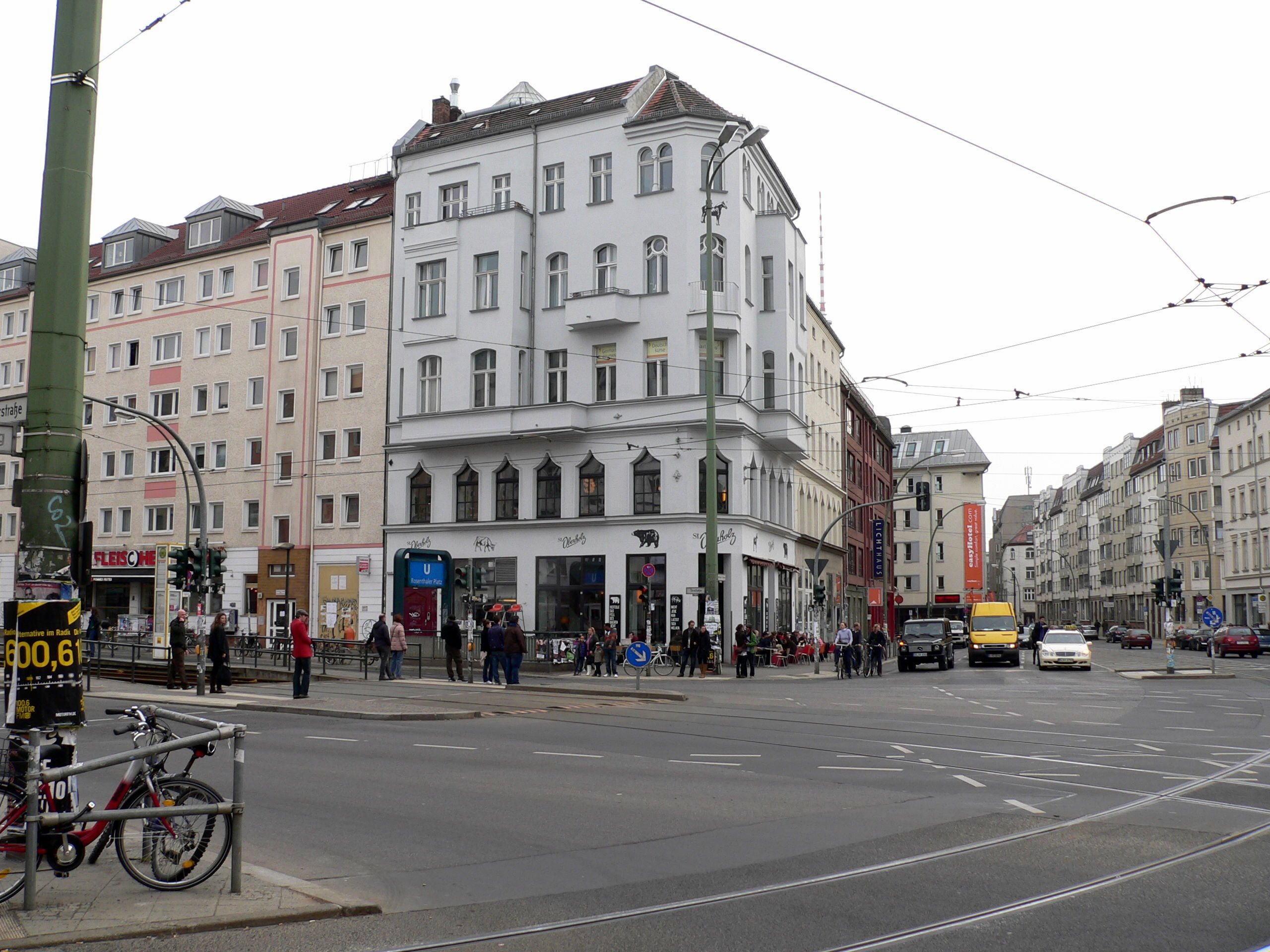
Entré mot Rosenthaler Platz
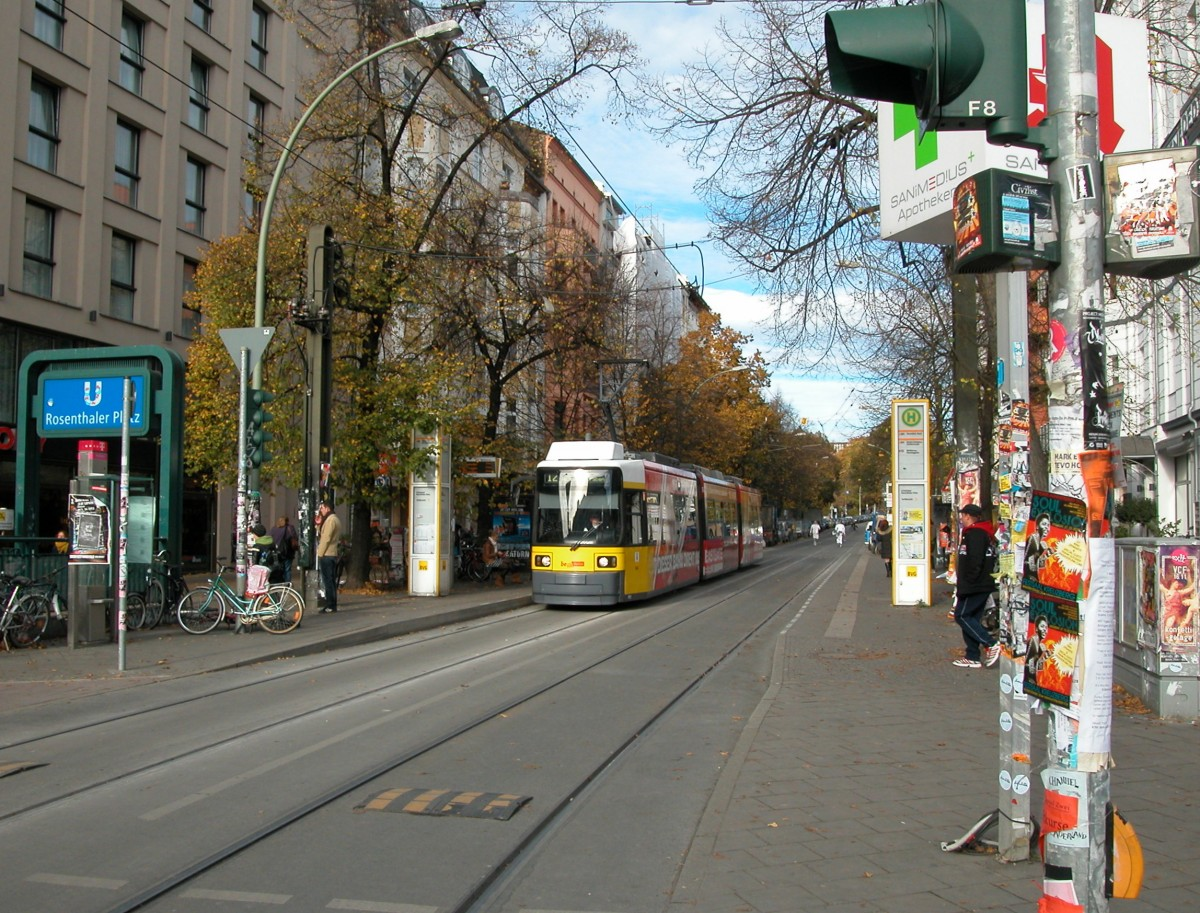
Byte till spårvagn i gatunivån
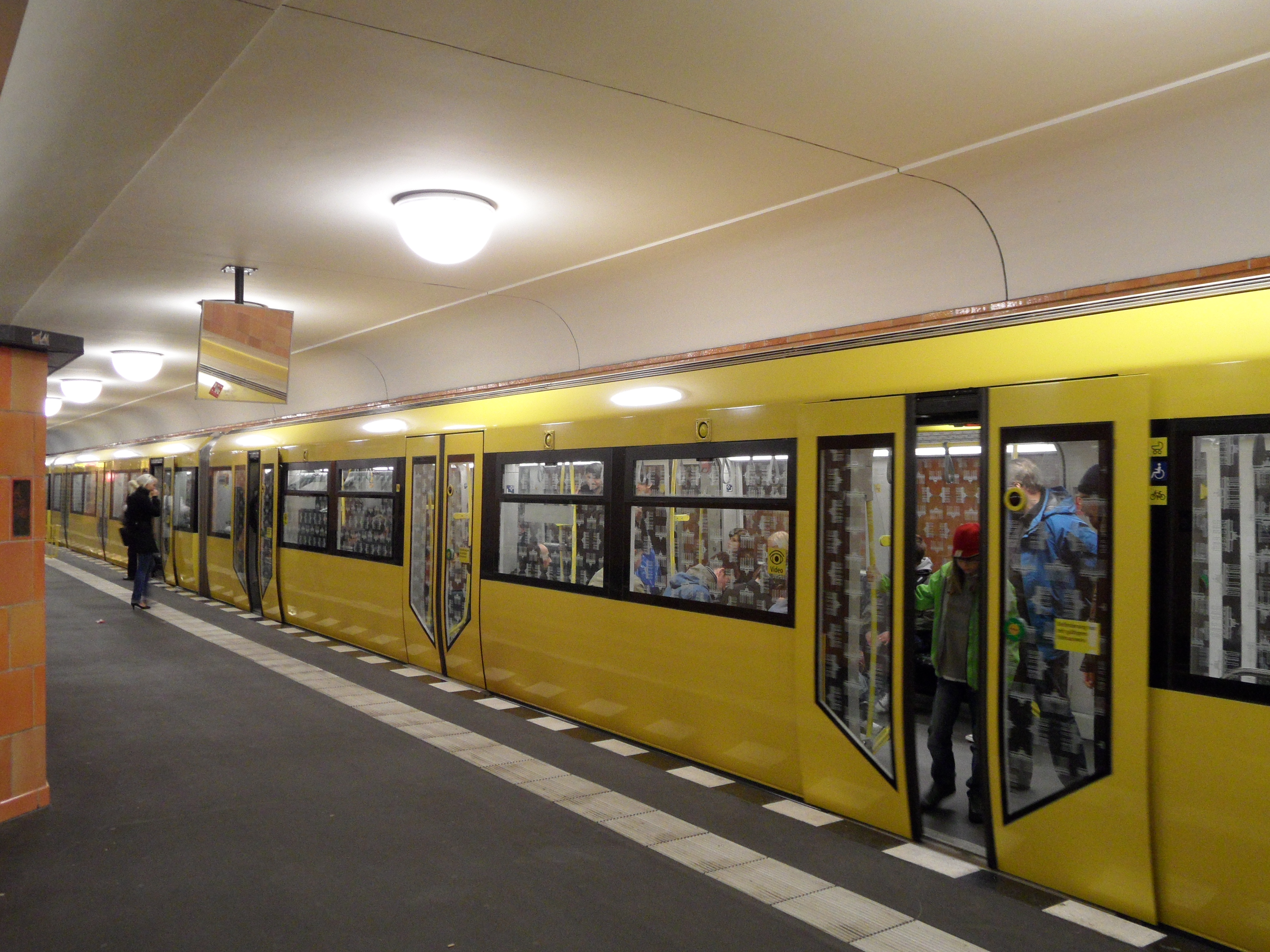
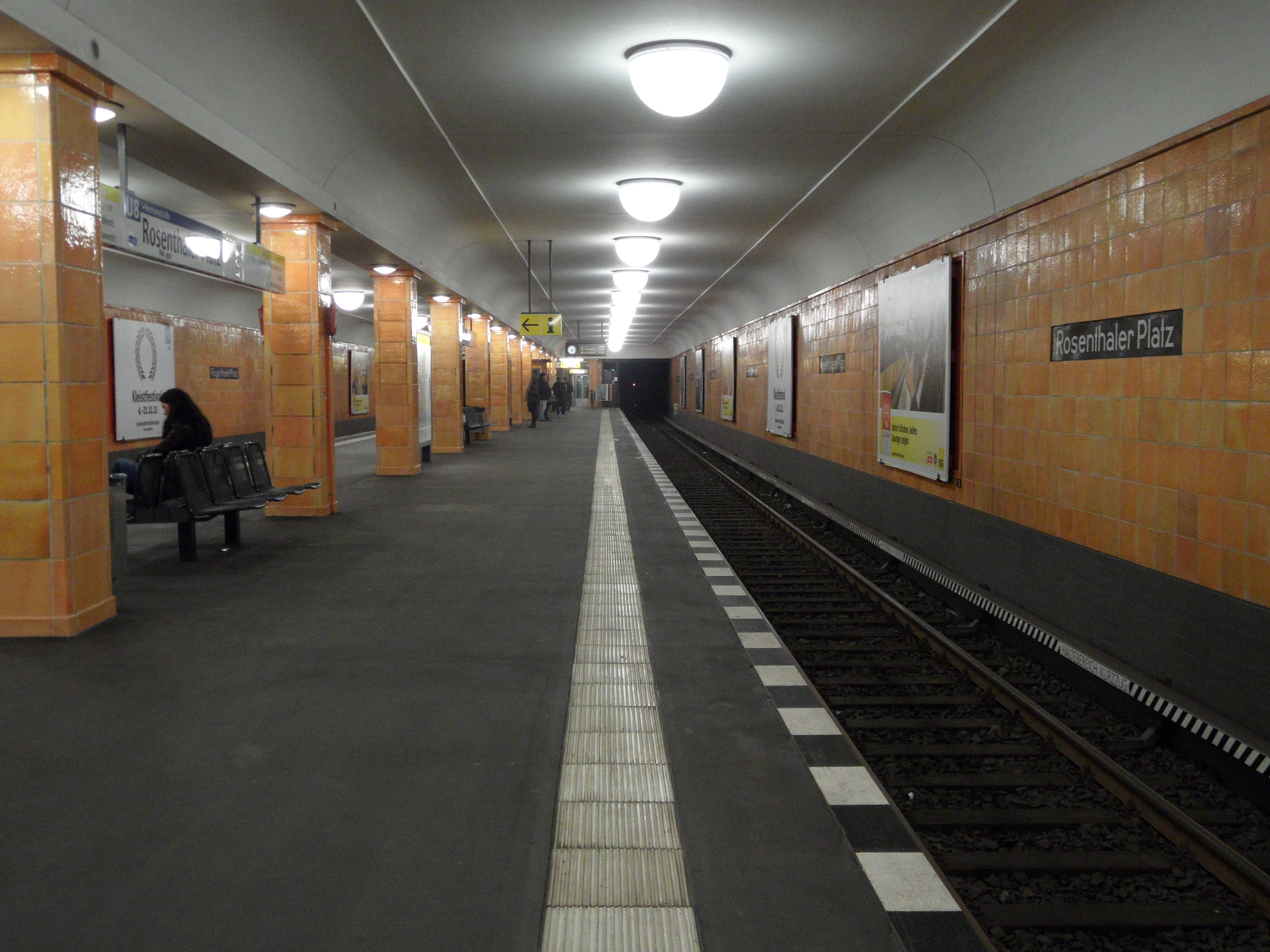
Orange design av svenska Alfred Grenander
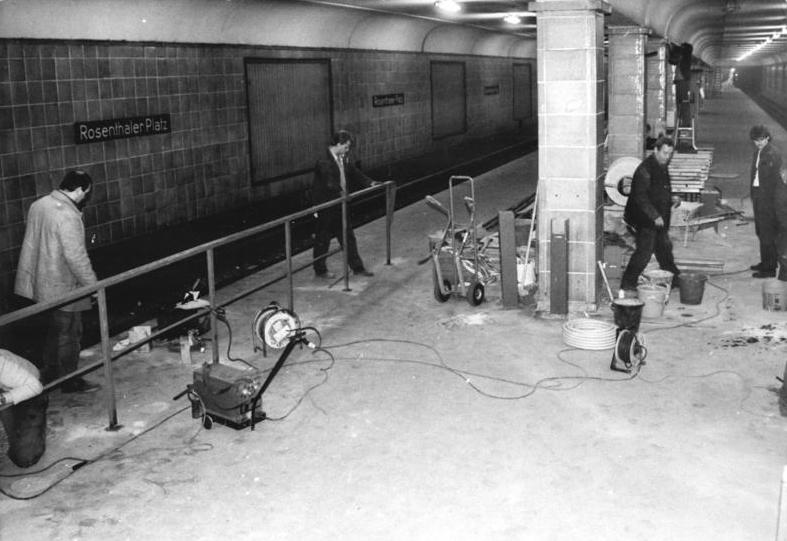
Kort innan återöppnandet 1989